# Thalesia uniflora
Thalesia uniflora là loài thực vật có hoa thuộc họ Cỏ chổi. Loài này được (L.) Britton miêu tả khoa học đầu tiên năm 1894.